# Битва Націй (Середньовічний турнір)

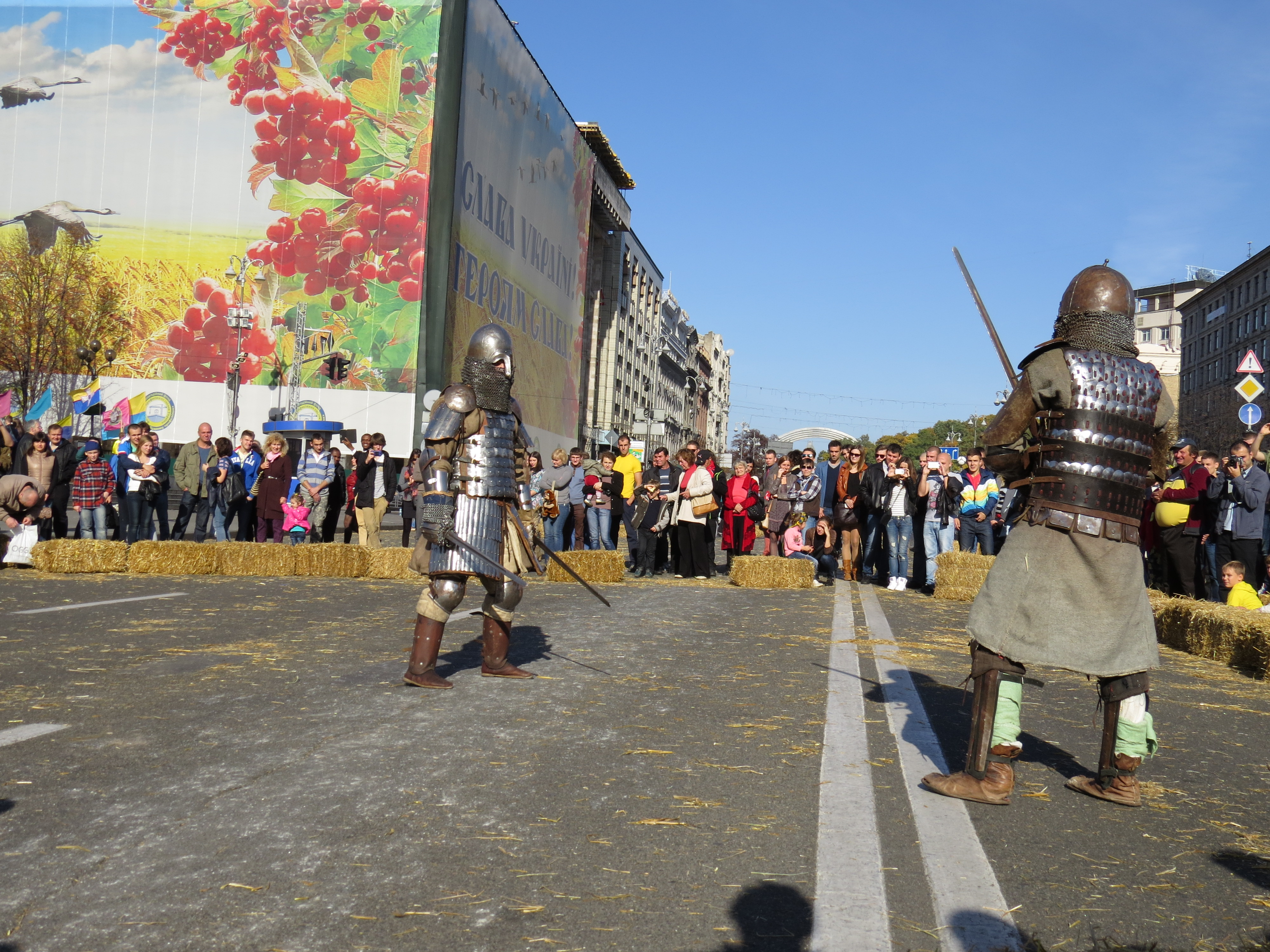
Історична реконструкція на Майдані Незалежності в Києві (2014 рік)

Битва Націй (англ. Battle of the Nations) — міжнародний чемпіонат світу з історичного середньовічного бою, який вперше відбувся у 2010 році у Хотині, Україна.
Це повноконтактні змагання, в яких використовується залізна (не заточена) зброя і стандартизований перелік правил. Національні збірні змагаються в кількох номінаціях. У цьому полягають основна відмінність від історичної реконструкції.
У 2017 та 2018 роках в турнірі взяло участь понад 32 збірних з різних країн світу.

## Історія

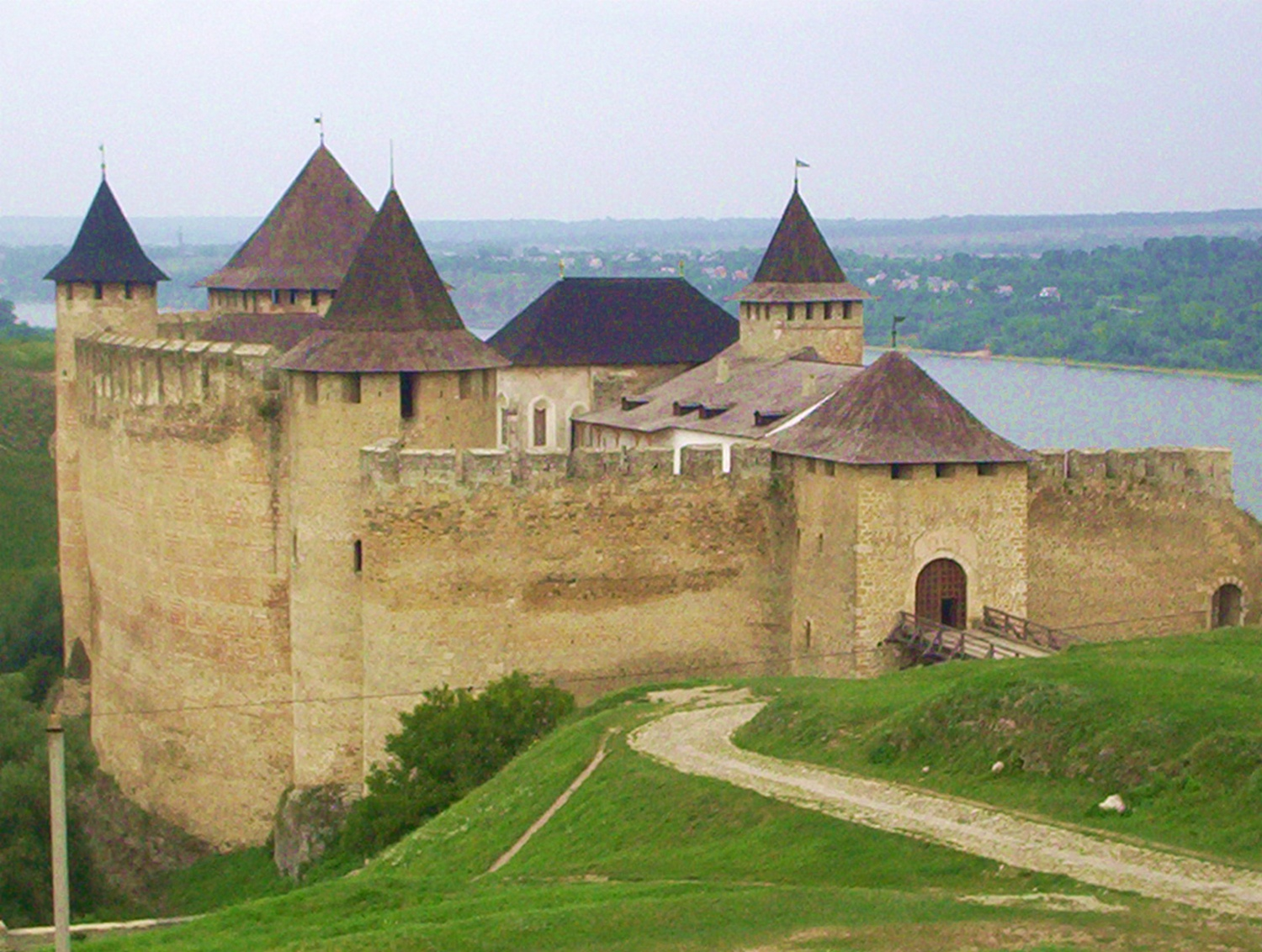
Хотинська фортеця

Історичні реконструкції та бої із застосуванням середньовічної зброї з'явились паралельно, приблизно в один і той же час, в різних країнах світу. Франція, Україна, Польща та інші країни проводили різноманітні локальні турніри починаючи з 2000-х років.
Перша зустріч для організації міжнародного фестивалю та Чемпіонату з середньовічного бою відбулася в Харкові 2009 року. Учасники зустрічі: капітани перших національних збірних та представників організаційної команди, спільно прийняли ряд рішень щодо організації фестивалю та турніру.
До цього правила могли відрізнятися в різних країнах і навіть в різних регіонах однієї країни, на зустрічі також було домовлено про створення реєстру єдиних міжнародних правил ведення поєдинків.
Перший Чемпіонат світу з Історичного середньовічного бою «Битва Наций» відбувся 2010 року в Хотині (Україна). У ньому брали участь збірні чотирьох країн: України, Білорусі, ₚосії та Польщі. Програма включала три номінації: дуель «1 на 1», групові бої «5 на 5» і масові бої «21 на 21». Для тих, хто не був членом Національних збірних, але приїхал підтримувати товаришів, проводили безпечні бугурти.
Другий Чемпіонат відбувся 2011 року також в Хотинській фортеці, Україна. Тут вже брали участь 7 національних збірних: попередні чотири та Італія, Німеччина й Квебек. До трьох класичних боїв були додані ще дві категорії: «Професійні бої» (профайти) і «Всі на Всіх». Остання номінація дозволяє бійцям, які не ввійшли до складу Національної збірної також битися за честь своєї країни. На фестивалі побувало близько 30 000 глядачів. Крім того, було знято документальний фільм про життя учасників.
Національні команди різних країн змагаються в «Битві націй» згідно з правилами BN: національна команда повинна складатися щонайменше з 8 і не більше 50 бійців.
Кваліфікаційні турніри — це змагання, де битви проводяться відповідно до уніфікованих міжнародних правил для історичної середньовічної битви. Національні команди організовують кваліфікаційні турніри, щоб знайти найкращих бійців для міжнародного фестивалю. Єдині міжнародні правила, згідно з якими проводяться бої, були написані спеціально для «Битви націй».

## Учасники

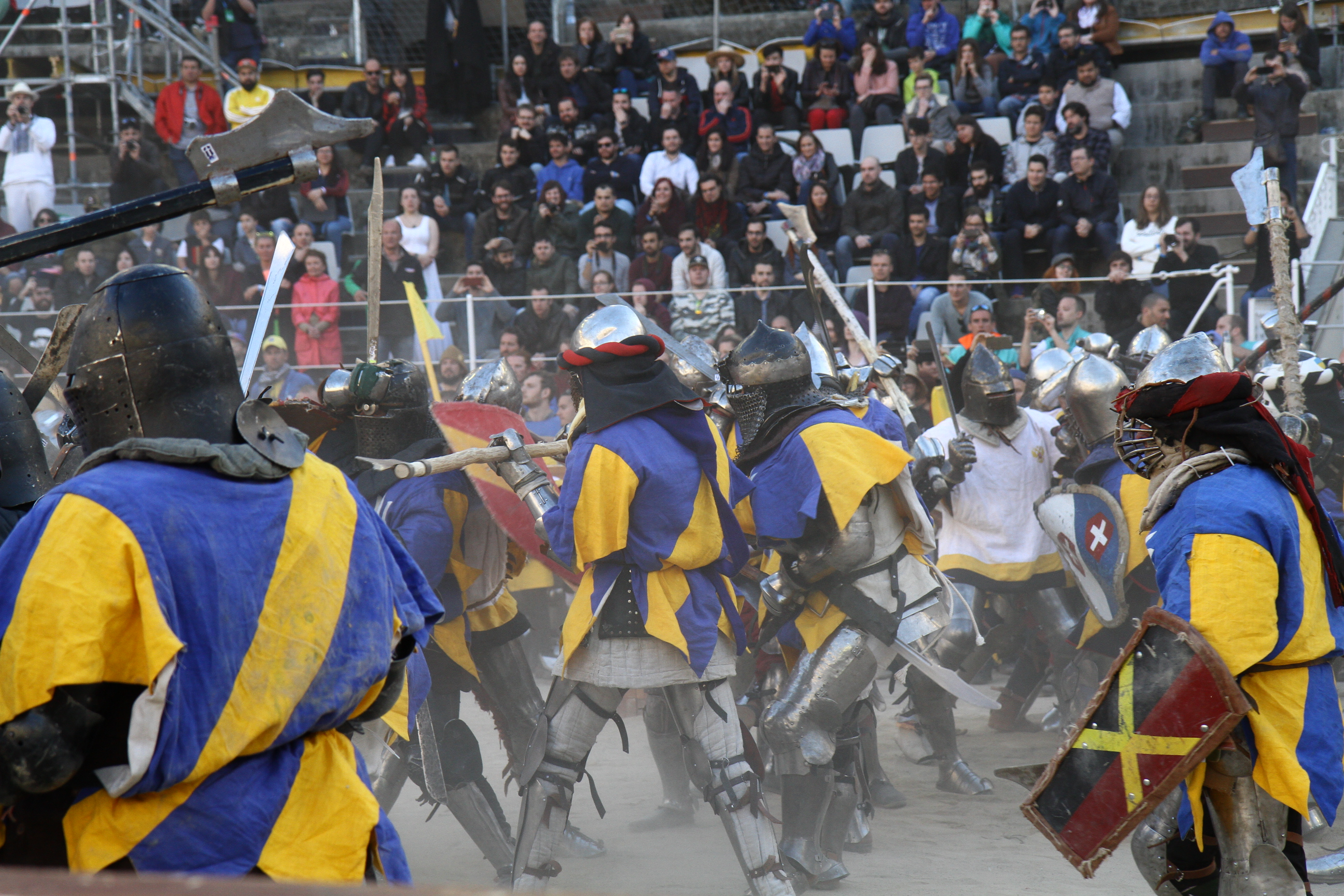
21 на 21: Україна — ₚосія (Фінал, Барселона 2017)

Список учасників (в кожному році вказані нові країни, які додавались інших):
- 2010 — Україна, ₚосія, Білорусь, Польща
- 2011 — Німеччина, Італія, Канада
- 2012 — Австрія, США, Ізраїль, Данія, Балтійські країни- спільна команда Литва, Латвія, Естонія
- 2013 — Аргентина, Австралія, Бельгія, Чехія & Словаччина, Франція, Японія, Люксембург, Нова Зеландія, Іспанія, Велика Британія
- 2014 — Чилі, Нідерланди, Фінляндія, Швейцарія, Мексика.

## Місця проведення
- 2019 Фортеця Смедерево, Смедерево, Сербія
- 2018 Санта Севера, Рим, Італія
- 2017 Ля Монументал, Барселона, Іспанія
- 2016 Петршин, Прага, Чехія
- 2015 Петршин, Прага, Чехія
- 2014 Трогір, Хорватія
- 2013 Ег-Морт, Гард, Франція
- 2012 Варшава, Польща
- 2011, Хотинська фортеця, Чернівецька область, Україна
- 2010, Хотинська фортеця, Чернівецька область, Україна.